# Колькуль
Колькуль — деревня в Тюкалинском районе Омской области. Входит в состав Хуторского сельского поселения.

## История
Основана в 1726 г. В 1928 году состояла из 91 хозяйства, основное население — русские. В составе Хуторского сельсовета Тюкалинского района Омского округа Сибирского края.

## Население
| 2010 |
| ---- |
| 14   |